# Ivan Žigeranović
Ivan Žigeranović (in serbo Иван Жигерановић?; Negotin, 14 agosto 1984) è un cestista serbo.

## Palmarès
- Campionato polacco: 1

Turów Zgorzelec: 2013-14
- Campionato rumeno: 1

Asesoft Ploiești: 2014-15
- Coppa di Serbia: 1

FMP Železnik: 2007
- Coppa di Romania: 1

U Cluj: 2016
- Supercoppa polacca: 1

Turów Zgorzelec: 2014